# 徐弼 (高丽)
徐弼（901年—965年），利川人，高丽大臣。
徐弼性情通敏，以刀筆吏入仕。官至大匡內議令。高丽光宗賜宰臣王咸敏、皇甫光謙及徐弼金酒器。只有徐弼不受，说：“臣謬居宰輔，受到恩寵，又賜金器，更害怕超越标准。使用器物的奢儉关系治亂，臣用金器，国君將用什么？”光宗说：“卿能不以寶爲寶，予當以卿言爲寶。”徐弼经常对光宗说：“願王上不要賞無功，不要忘有功。”光宗深以为然，遣近臣問徐弼有功無功者是誰。他回答：“有功者，元甫式會是也。無功者，若輩是也。其以此奏。”光宗厚待归化漢人，擇取臣僚宅第及女子给他们。一天徐弼奏道：“臣居第稍寬，願以獻上。”光宗問原因，他回答：“现在归化只人擇官而仕，擇屋而處。世臣故家，反多失去住所。臣爲子孫計。宰相居第，非其有也。及臣之存請取之。臣以祿俸之餘，更營小第，不会後悔。”光宗大怒，但是醒悟不再奪臣僚宅第。內廐馬死，光宗想要加罪主事者。徐弼引孔子不問馬之說，主事者得免罪。光宗十六年，徐弼卒，时年六十五岁。謚貞敏，累贈三重大匡、太師、內史令，後配享光宗廟庭。

## 家族
- 父亲：徐神逸
- 母亲：陜川洪氏，洪贊之女
  - 夫人：平壤黃氏
    - 子：徐廉
    - 子：徐熙
      - 孙：徐訥
      - 孙：徐惟傑
      - 孙：徐惟偉
      - 孙：徐周行

    - 子：徐英
- 叔父：徐新通
  - 堂弟：徐穆